# Лёгкая атлетика на летних Олимпийских играх 1896 — бег на 1500 метров
Соревнования по бегу на 1500 метров среди мужчин на летних Олимпийских играх 1896 прошли 7 апреля. Приняли участие восемь спортсменов из пяти стран.

## Призёры
| Золото               | Серебро         | Бронза                  |
| Тедди Флэк Австралия | Артур Блейк США | Альбен Лермюзьо Франция |

## Соревнование
| Место | Спортсмен                               | Результат  |
| ----- | --------------------------------------- | ---------- |
| 1     | Тедди Флэк (AUS)                        | 4:33,2 OR  |
| 2     | Артур Блейк (USA)                       | Неизвестен |
| 3     | Альбен Лермюзьо (FRA)                   | Неизвестен |
| 4     | Карл Галле (GER)                        | Неизвестен |
| 5-8   | Димитриос Големис (GRE)                 | Неизвестен |
| 5-8   | Константинос Каракацанис (GRE)          | Неизвестен |
| 5-8   | Димитриос/Димитри Томпроф/Томброф (GRE) | Неизвестен |
| 5-8   | Ангелос Фецис (GRE)                     | Неизвестен |